# Artsimovich (månkrater)
Artsimovich är en liten nedslagskrater som  ligger i den västliga delen av Mare Imbrium på månens framsida. 
Kratern är uppkallad efter den sovjetiske fysikern Lev A. Artsimovitj (1909-1973). Kratern fick sitt namn officiellt tilldelat av den Internationella astronomiska unionen (IAU) år 1973.  

## Omgivning
Öst om kratern ligger kratern Diophantus. Den lilla kratern Fedorov ligger strax bredvid Artsimovich.

### Fotnoter
1. 1 2  NASA. ”Moon nomenclature - Crater” (på engelska). på http://lunar.arc.nasa.gov/ The Lunar Prospector Website, NASA Ames Research Center. Arkiverad från originalet den 5 juli 2009. https://web.archive.org/web/20090705213229/http://lunar.arc.nasa.gov/printerready/science/geography_items/carters/craters_a.html. Läst 17 maj 2009.
2. 1 2 3 4  Deskriptiva data om månkratrar på USA:s geologiska instituts webbplats. (Klicka på det relevanta namnet): USGS och IAU (2009). ”Gazetteer of Planetary Nomenclature - Moon Nomenclature: Crater, craters” (på engelska). från http://planetarynames.wr.usgs.gov/ Astrogeology Research Program, U.S. Geological survey. Arkiverad från originalet den 7 mars 2010. https://web.archive.org/web/20100307113446/http://planetarynames.wr.usgs.gov/jsp/FeatureTypesData2.jsp?systemID=3&bodyID=11&typeID=9&system=Earth&body=Moon&type=Crater,%20craters&sort=AName&show=Fname&show=Lat&show=Long&show=Diam&show=Stat&show=Orig. Läst 17 maj 2009.
3. 1 2  Lista över officiella namn på månkratrar från en tysk astronomihemsida : ”Krater mit individuellem Namen” (på tyska). från http://www.astrolink.de/. http://www.astrolink.de/p012/p01204/p01204090000a.htm.
4. ↑  I allmänhet tilldelade IAU de officiella namnen till kratrarna på månens framsida år 1935, till kratrarna på månens baksida år 1970, och slutligen har vissa mindre kratrar (som tidigare ansågs vara satellitkratrar) fått nya namn från 1973 och framåt. Se :
  - (engelska) USA:s geologiska undersökning: ”Gazetteer of Planetary Nomenclature - History of Planetary Nomenclature”. från http://planetarynames.wr.usgs.gov/ Astrogeology Research Program, U.S. Geological Survey. http://planetarynames.wr.usgs.gov/history.html.
  - (franska) Mario Tessier (11 mars 1998). ”La cartographie lunaire: des origines au XXeme siècle (Månens kartografi: Från begynnelsen till det 20:e århundradet)”. från http://pages.infinit.net/noxoculi/ Nox Oculis. Arkiverad från originalet den 5 december 2008. https://web.archive.org/web/20081205073741/http://pages.infinit.net/noxoculi/lune3.html. Läst 31 oktober 2011.
5. ↑  ”Digital Lunar Orbiter Photographic Atlas of the Moon - Photo Number IV-138-H3”. LPI-månatlas. http://www.lpi.usra.edu/resources/lunar_orbiter/bin/info.shtml?387. Läst 31 oktober 2011.